# 安茨·索索夫
安茨·索索夫（1969年3月15日—）是一位爱沙尼亚连珠棋手和教练员。作为爱沙尼亚队的队员，他在2008年和2014年两次获得世界连珠团体锦标赛的冠军。自2005年至2022年，安茨担任国际连珠联盟的秘书长。

## 个人经历
安茨·索索夫从1987年开始参与连珠活动。在欧洲连珠锦标赛中，他获得一次冠军（2004年）、两次亚军（2000年和2012年）和两次季军（1998年和2006年）。安茨一共5次参加世界连珠锦标赛的总决赛，分别获得第6名（1993年）、第10名（1995年）、第5名（1997年）、第5名（1999年）和第7名（2001年）。作为 爱沙尼亚队的队员，他在世界连珠团体锦标赛中，在2008年和2014年分别获得冠军，并在1996年、2002年、2004年、2006年和2010年共五次获得亚军。在1999到2009年之间，他担任《连珠世界》杂志的主编。